# Церква Святої Праведної Анни (Хмелиська)
Церква Святої Праведної Анни в Хмелиськах — парафія і храм Підволочиського благочиння Тернопільської єпархії Православної церкви України в селі Хмелиська Підволочиської громади Тернопільського району Тернопільської области. Пам'ятка архітектури місцевого значення.

## Історія церкви
Мурована церква збудована в 1805 році.
Була дочірньою церквою Кам'янки ([1832—1842]), а потім стала самостійною парафією.

## Парохи
- о. Франц Твардієвич (1842—1843, адміністратор)[2],
- о. Ігнатій Лагодинський (1843—1845, адміністратор)[2],
- о. Іван Хомицький (1845—1850, адміністратор; 1850—1870+)[2],
- о. Вінкентій Кузик (1876—1877, адміністратор)[2],
- о. Амін Алискевич (1877—1885, 1855—1891)[2],
- о. Омелян Вербицький (1891—1918+)[2],
- о. Аркадій Гуглевич (1905—1910, сотрудник)[2],
- о. Семен Спайсер (1910—1911, сотрудник)[2],
- о. Василь Бачинський (1911—1918, сотрудник; 1918—1920, адміністратор)[2],
- о. Павло Олійник (1921—1930)[2],
- о. Роман Дякон (1930—1932, адміністратор)[2],
- о. Іван Пацовський (1932—1933, адміністратор)[2],
- о. Іван Королик (1934—[1944])[2],
- о. Андрій Курило — нині[3].